# Boland (Cricketteam)
Boland ist ein südafrikanisches Cricketteam beheimatet in Paarl, dass bis zum Oktober 2004 in den professionellen nationalen Wettbewerben teilgenommen hat. Von da an wurden sie zusammengeschlossen mit Western Province Bestandteil der Cape Cobras und spielten weiter unter dem Namen Boland in den zweitklassigen südafrikanischen Wettbewerben.

## Geschichte
Boland wurde erst 1980 zur höchste Cricket-Ebene in Südafrika zugelassen und spielte dort zumeist in der unteren Division. Der einzige Erfolg gelang in der Saison 1999/2000 im One-Day Cup.
In der Saison 2003/04 wurden die Provinzteams fusioniert und Boland formte zusammen mit Western Province die Cape Cobras.
In den folgenden Jahren gelang dem Team bisher ein Gewinn im List-A-Wettbewerb der nun semi-professionellen Provinzteams zu gewinnen.

## Stadien
Das Heimstadion ist der 1994 eröffnete Boland Park in Paarl.

## Erfolge

### First Class Cricket
Gewinn des Currie Cups (0): –
Gewinn des CSA Provincial Three-Day Competition (0): –

### One-Day Cricket
Gewinn des One-Day Cup (1): 1999/2000
Gewinn des Gillette Cup und Nachfolger (0): –
Gewinn der CSA Provincial One-Day Competition (1): 2008/09

### Twenty20 Cricket
Gewinn der CSA Provincial T20 (0): –